# 克拉斯诺亚尔斯克铁路局
克拉斯诺亚尔斯克铁路局（俄語：Красноярская железная дорога，羅馬化：Krasnoyarskaya zheleznaya doroga，简称）是俄罗斯铁路股份公司属下的铁路管理局之一，总部设于克拉斯诺亚尔斯克，主要负责管辖俄罗斯联邦克拉斯诺亚尔斯克边疆区及哈卡斯共和国的全部铁路，以及克麦罗沃州和伊尔库茨克州的小部分铁路，营业里程全长3157.9公里，并与西西伯利亚铁路局和东西伯利亚铁路局相邻。